# Wilamaya Patjxa
Wilamaya Patjxa es un antiguo yacimiento arqueológico aimara situado en el altiplano andino de la cuenca del Lago Titicaca, en Puno (Perú). Este sitio a gran altitud (3.925 m) fue ocupado hace aproximadamente 9.000 años por poblaciones nómades de recolectores. El sitio fechado directamente representa la evidencia más antigua de la ocupación humana de la cuenca del Titicaca y, por lo tanto, ofrece una visión de los comportamientos y prácticas de algunos de los primeros seres humanos que vivieron en el frío e hipóxico ambiente altiplánico.

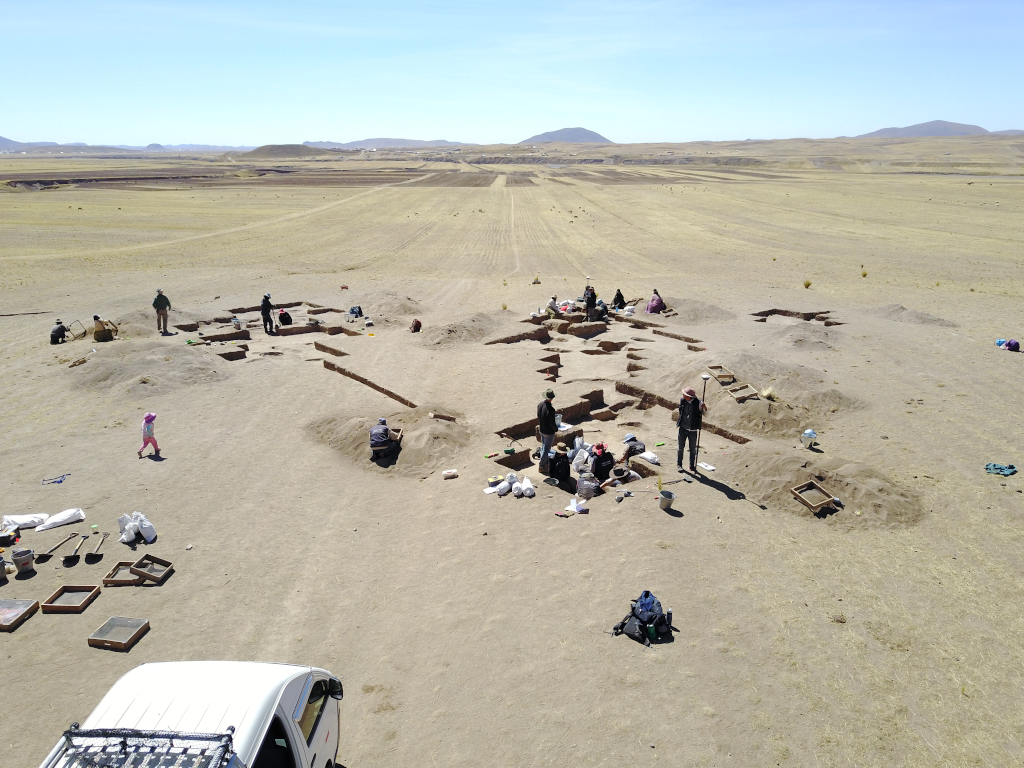
Excavaciones de 2019 a Wilamaya Patjxa, Puno, Perú

El sitio está ubicado en una pequeña colina y cubre aproximadamente 1,6 ha. Los artefactos incluyen abundantes materiales líticos, piedra pulida, huesos de mamíferos grandes y ocre rojo. La cerámica y la arquitectura permanente están ausentes, lo que indica que los habitantes eran residentes itinerantes. Las excavaciones arqueológicas de 2018 revelaron una serie de evidencias culturales que incluían pozos con enterramientos humanos que contenían seis individuos. Las fechas de radiocarbono de dos de estos individuos establecen la ocupación en algún momento hace 9.000 - 8.700 BP.

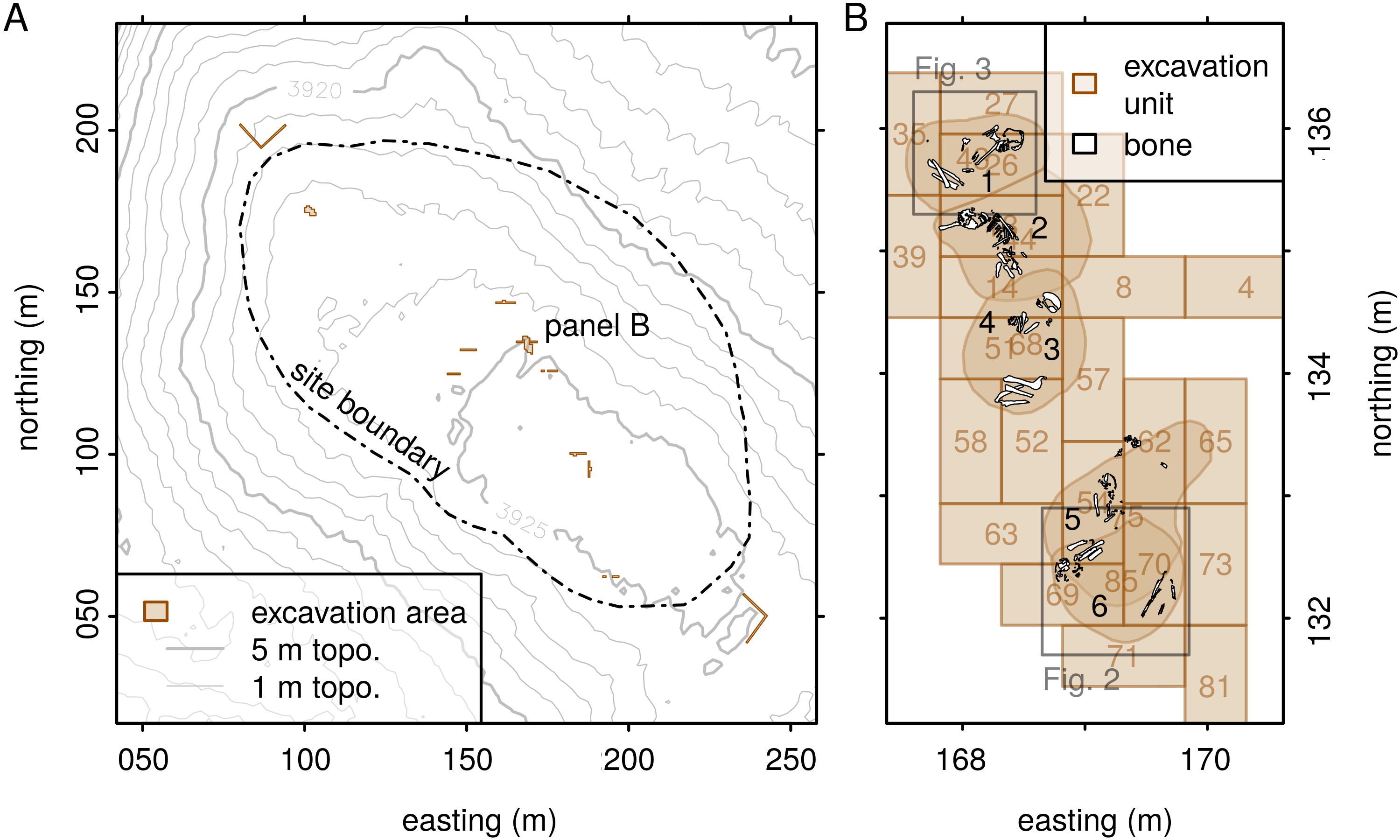
Mapa de Wilamaya Patjxa

Los descubrimientos más destacados de Wilamaya Patjxa son un enterramiento femenino (WMP6) y otro masculino (WMP1), cada uno de ellos con herramientas de caza de grandes mamíferos. Al conocer estos datos, los miembros de la comunidad aymara bautizaron a estos individuos con los nombres de Warawara y Phaxsi respectivamente. Los hallazgos sugieren que ambos eran cazadores de grandes mamíferos, lo que contribuye a una serie de desafíos empíricos a la hipótesis del Hombre Cazador, que propone una pronunciada división sexual del trabajo entre las antiguas poblaciones humanas, tal y como lo sugieren las poblaciones recolectoras actuales. El 2 de diciembre de 2021, el Ministerio de Cultura peruano declaró las herramientas de Warawara y Phaxsi Patrimonio Cultural de la Nación.

## Warawara
Warawara fue una joven mujer adulta ceremonialmente enterrada con un conjunto de herramientas de caza hace 9.000 años en el sitio de Wilamaya Patjxa. Warawara que significa "estrella" en lengua aymara es el nombre que los miembros de la comunidad aymara le dieron al individuo identificado inicialmente como Individuo Funerario 6 (WMP 6).
Dos fechados radiocarbónicos en colágeno óseo establecen que el enterramiento se produjo en algún momento hace 9.000 - 8.700 años. Los análisis proteómicos y osteológicos muestran que el individuo era femenino y tenía aproximadamente entre 17-19 años en el momento de su muerte.

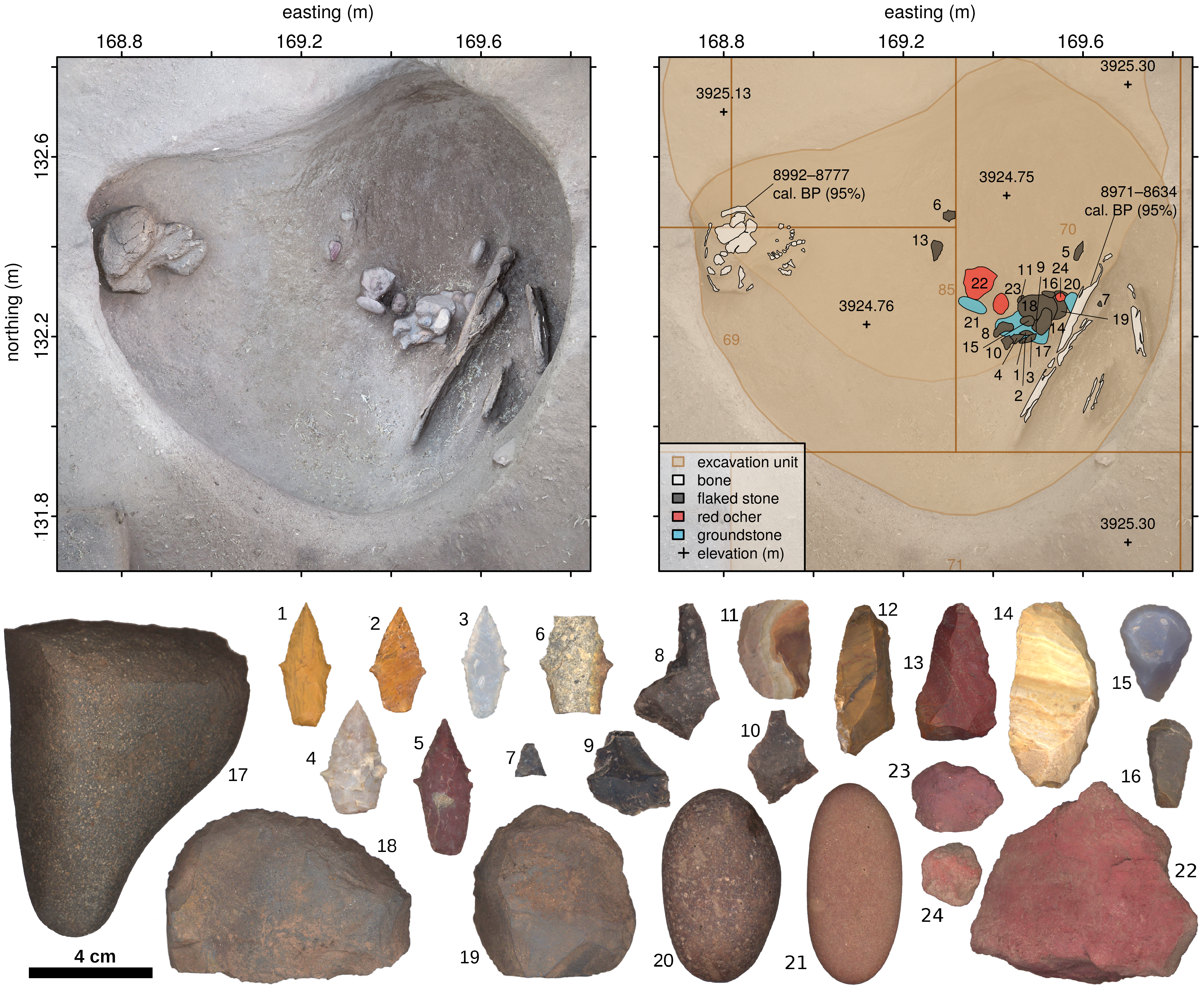
Warawara, Wilamaya Patjxa Individuo 6 (WMP6).

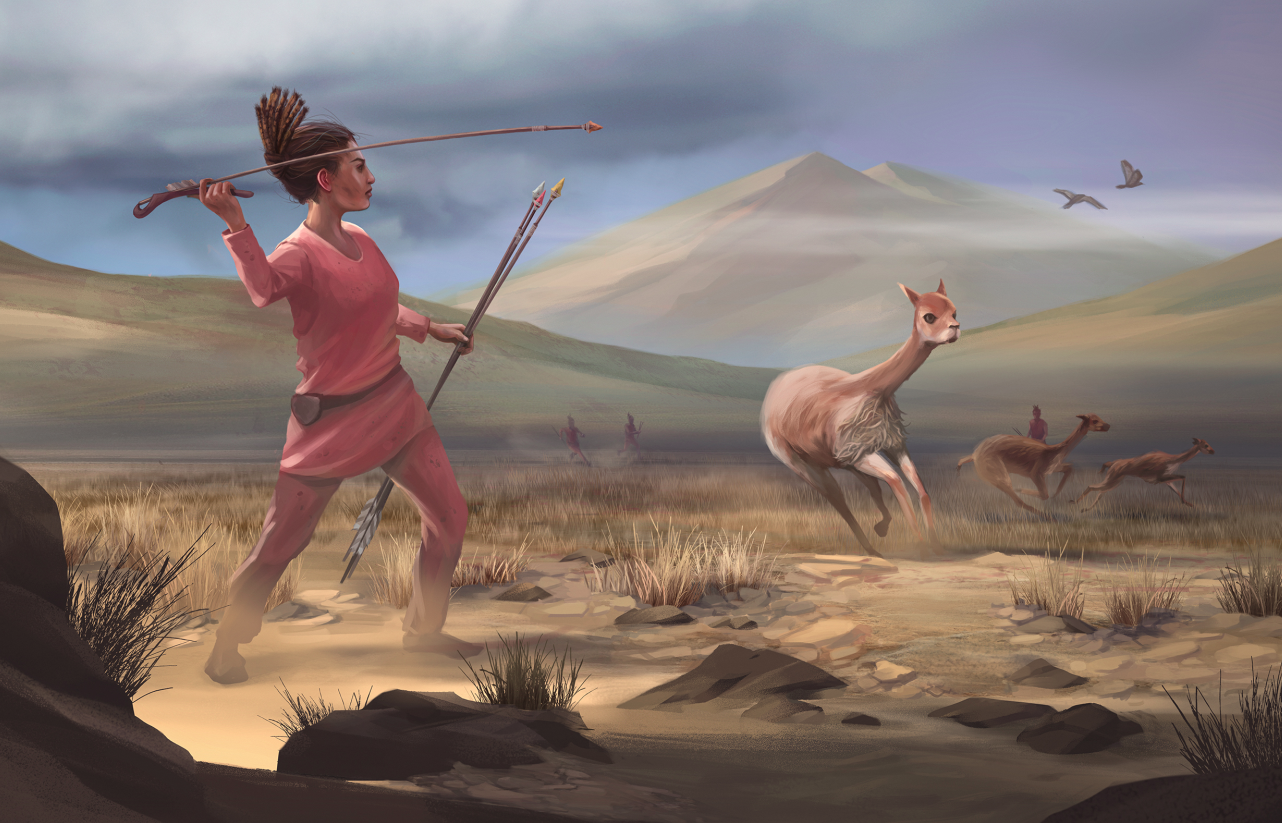
La reconstrucción se basa en hallazgos arqueológicos, arte rupestre y otras evidencias arqueológicas de la región. Ilustración de Matthew Verdolivo asesorado por Randy Haas.

El conjunto funerario es, de lejos, el más valioso de los enterramientos excavados en Wilamaya Patjxa y en el cercano sitio de Soro Mik'aya Patjxa. El conjunto de herramientas representa probablemente un conjunto de caza de grandes mamíferos. Tal vez se utilizaron las cinco puntas de proyectil completas para cazar grandes mamíferos como la vicuña y la taruca, como lo indica el conjunto faunístico del sitio. El examen microscópico de las puntas de proyectil confirma que efectivamente se utilizaron como puntas de proyectil y no únicamente como cuchillos o ajuar funerario. Las demás herramientas líticas del conjunto incluyen raspadores para piel, lascas, un cuchillo, hachas, guijarros y ocre rojo, todos ellos probablemente usados para el procesamiento de animales. La asociación de herramientas de caza de grandes mamíferos con un individuo femenino sugiere que esta era probablemente una cazadora. Esta conclusión se desprende de un estudio transcultural anterior, según el cual las herramientas que la gente utilizó en vida tienden a ser las que la acompañan hasta la tumba.
Las lecturas de isótopos estables de oxígeno del hueso indican que Warawara residía en las tierras altas. Las lecturas de los isótopos estables del carbono y el nitrógeno, combinadas con los datos arqueobotánicos y zooarqueológicos, muestran que su dieta estuvo basada principalmente en plantas y que la carne representaba el 20% aproximadamente.

## Phaxsi
Phaxsi era un varón adulto enterrado ceremonialmente hace 9.000 años en el yacimiento de Wilamaya Patjxa. Phaxsi que significa "luna" en lengua aymara es el nombre que le dieron los miembros de la comunidad aymara de Mulla Fasiri al individuo identificado inicialmente como Individuo Funerario 1 (WMP 1).
Una fecha de radiocarbono del colágeno óseo establece que el enterramiento se produjo en algún momento entre 9.000-8.700 años y, por lo tanto, fue aproximadamente contemporáneo con Warawara. Los análisis proteómicos y osteológicos muestran que Phaxsi era varón y tenía aproximadamente 25-30 años en el momento de su muerte.
El individuo estaba asociado a dos puntas de proyectil, aunque no está claro si los artefactos eran objetos funerarios o armas de caza. El examen microscópico de las puntas de proyectil confirma que ambos artefactos se utilizaron como puntas de proyectil y que uno de ellos también se utilizó como cuchillo.

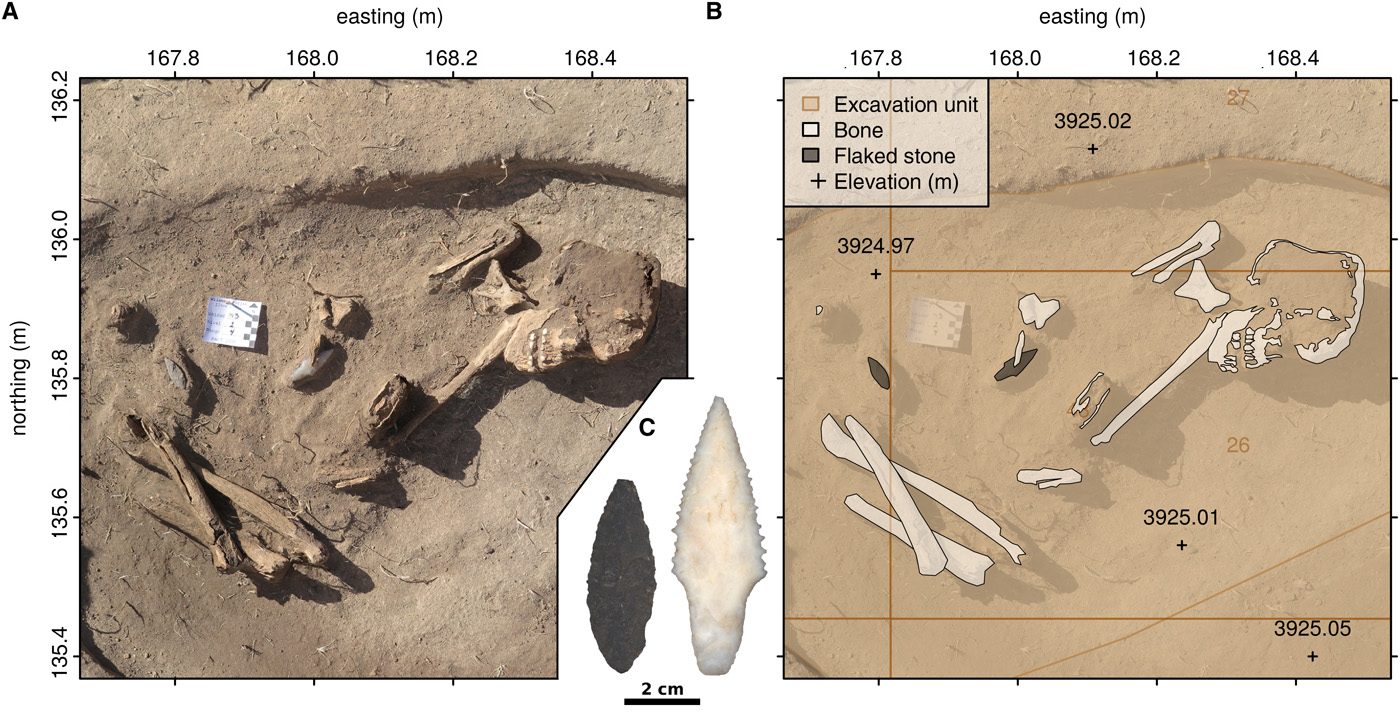
Phaxsi, Wilamaya Patjxa burial Individual 1 (WMP1). Phaxsi, Entierro de Wilamaya Patjxa Individuo 1 (WMP1). Phaxsi era un individuo masculino adulto enterrado hace 9.000 años en el yacimiento arqueológico de Wilamaya Patjxa. El individuo estaba asociado a dos puntas de proyectil líticas.

Las lecturas de isótopos estables de oxígeno del hueso indican que Phaxsi residía en las tierras altas. Las lecturas de isótopos estables de carbono y nitrógeno, combinadas con datos arqueobotánicos y zooarqueológicos, muestran que su dieta se basaba en gran parte de plantas y que la carne constituía aproximadamente el 20% de su dieta.

## Reconstrucción dietética
Para reconstruir la dieta de los individuos de Wilamaya Patjxa y Soro Mik'aya Patjxa se utilizaron análisis químicos de isótopos estables, arqueobotánicos y zooarqueológicos. La química de isótopos estables de siete individuos adultos de Wilamaya Patjxa revela que la dieta promedio consistía aproximadamente en un 80% de vegetales y un 20% de carnes. Los restos de plantas quemadas recuperadas mediante flotación indican que los tubérculos--probablemente papas silvestres--constituían el principal alimento vegetal. Los huesos de animales recuperados en el sitio son principalmente de camélidos (p.ej., vicuña) con cantidades menores de cérvidos (p.ej., taruca). No se hallaron peces, aves ni mamíferos pequeños en el conjunto faunístico. La suma de los datos indica que los alimentos vegetales fueron la base de la dieta y que los grandes mamíferos jugaron un papel secundario en la economía de subsistencia de Wilamaya Patjxa hace aproximadamente 9.000 años en el altiplano andino.

## Historia de la investigación
Durante las excavaciones de 2013 en Soro Mik'aya Patjxa, Albino Pilco Quispe (de la comunidad aymara de Mulla Fasiri y colaborador en proyectos de arqueología desde hace mucho tiempo) informó al arqueólogo Randy Haas (Universidad de Wyoming) de una concentración de artefactos en campos agrícolas de Mulla Fasiri. La inspección de los artefactos en superficie reveló que el sitio tenía un componente del Período Arcaico Temprano (11,7-9,0 ka) y, por lo tanto, potencial para revelar conocimientos sobre las primeras poblaciones humanas de la cuenca del Titicaca. Con el apoyo de la Universidad de California en Davis, arqueólogos y miembros de la comunidad de Mulla Fasiri realizaron excavaciones en 2018 y 2019. El nombre del sitio deriva del topónimo aymara del lugar.

## Cobertura mediática
Los hallazgos en Wilamaya Patjxa recibieron una amplia cobertura mediática de cientos de medios de comunicación, incluidos el New York Times, El País, National Geographic y National Public Radio. National Geographic escribió: "El descubrimiento de una cazadora prehistórica trastoca los supuestos sobre los roles de género". Forbes concluía: "No culpemos a nuestros antepasados de la desigualdad de género, las antiguas mujeres también cazaban grandes mamíferos". El New York Times informó que "Antiguos restos hallados en Perú revelan a una joven cazadora", pero "los científicos no se ponen de acuerdo sobre las implicaciones del hallazgo para los roles de género del pasado".

## Cuento ilustrado: Los cazadores de Puno
En 2025, con el apoyo del  del Embajador para la Preservación Cultural de la Embajada de los Estados Unidos en el Perú, miembros de la comunidad aymara de Mulla Fasiri junto a arqueólogos peruanos y estadounidenses colaboraron para producir un libro corto e ilustrado de ficción histórica sobre Wilamaya Patjxa basado en la arqueología, la etnografía y el conocimiento tradicional aymara.

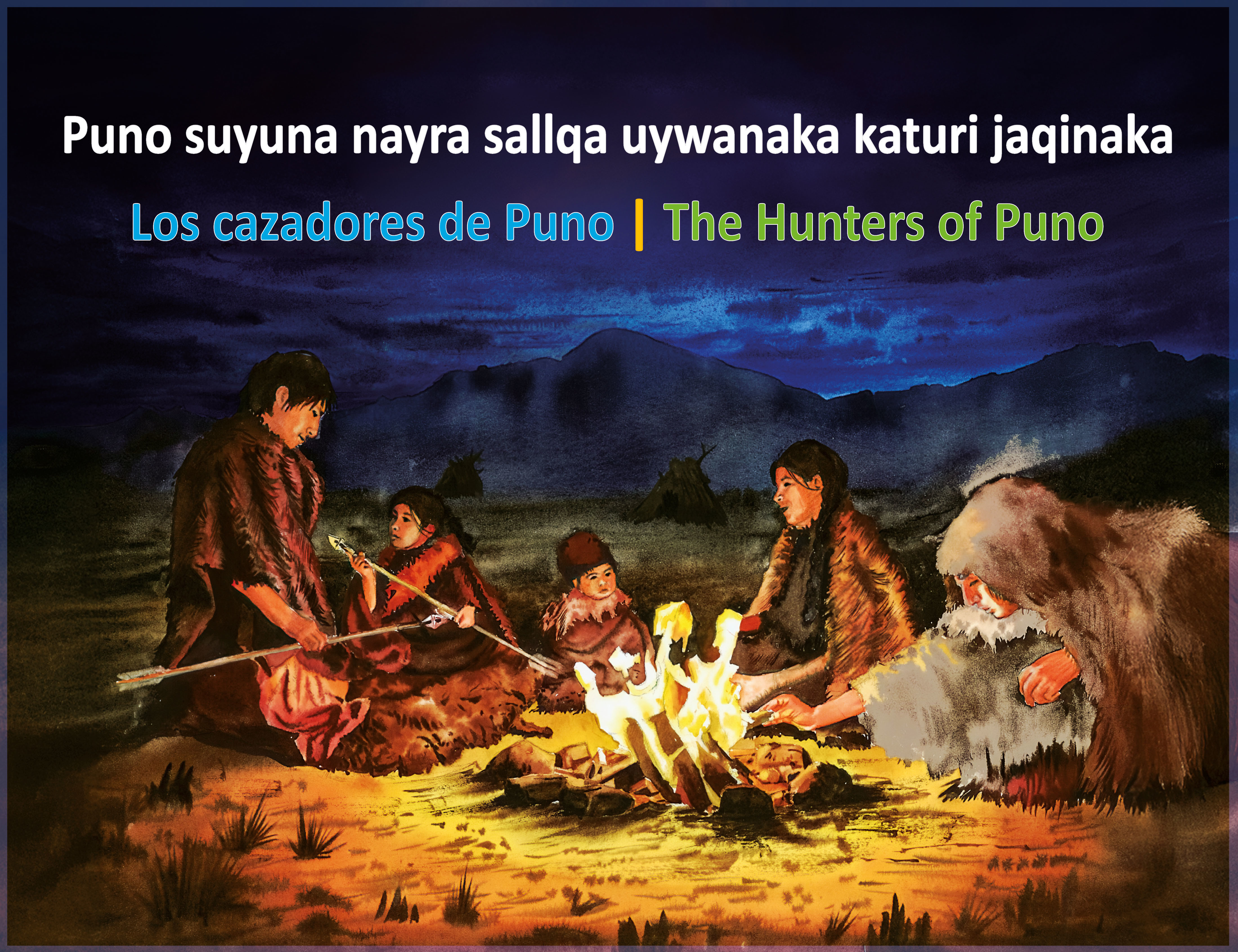
Portada de Los cazadores de Puno. Ilustración de Sandro Edwin Alania Pari.

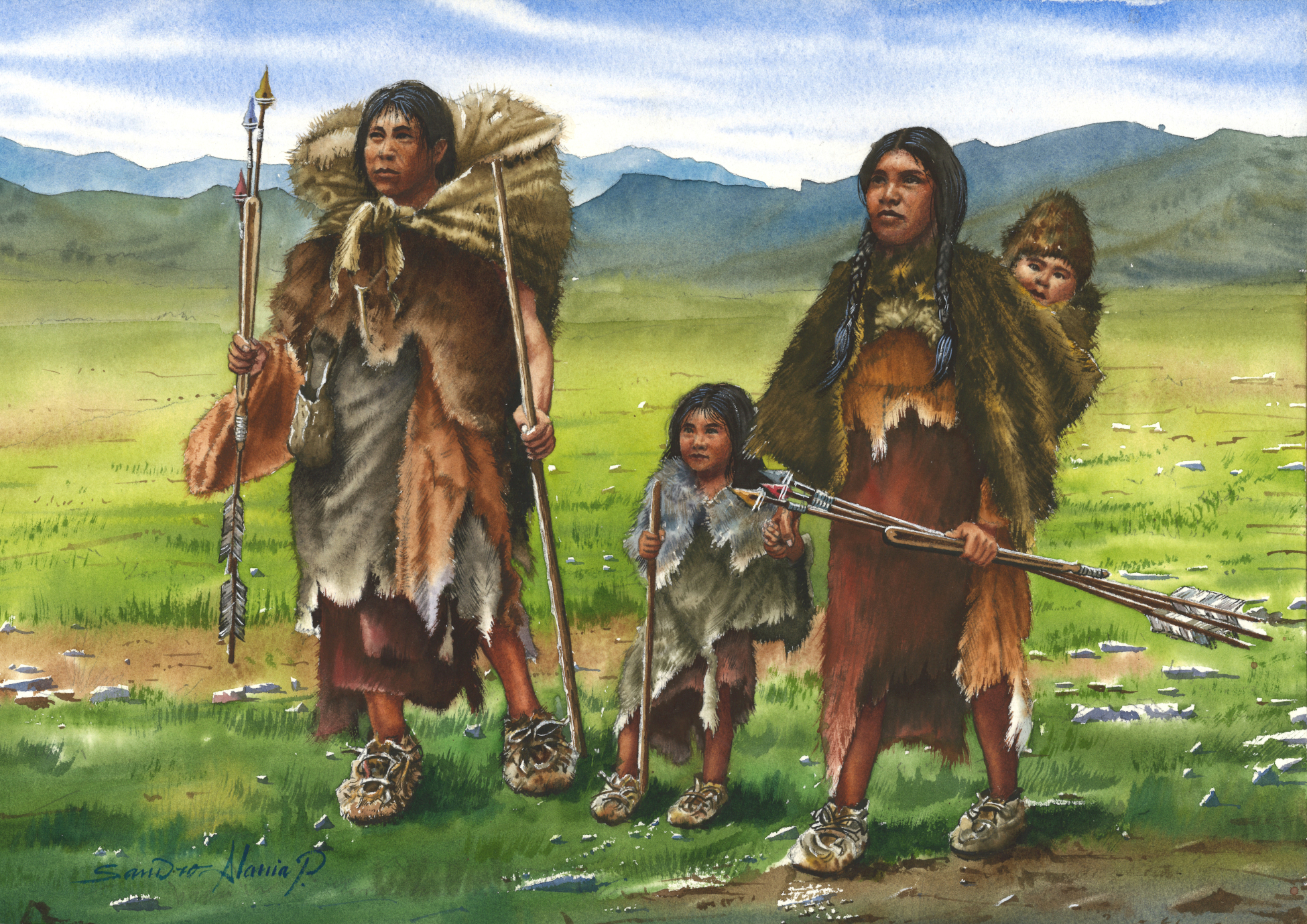
Warawara, Phaxsi, Wiskachita y Panqarita, como lo ilustró Sandro Edwin Alania Pari en el libro Los cazadores de Puno.

La historia describe a una familia nómada de recolectores y su pequeña comunidad que vivió en Wilamaya Patjxa hace 9000 años. La comunidad no había cazado vicuñas con éxito durante varios meses y necesitaba desesperadamente piel para vestirse en el frío ambiente de la montaña. Un fatídico día, una joven pareja, Warawara y Phaxsi, subió a la cerro Fasiri y cazaron con éxito dos vicuñas adultas con sus estólicas. Pero, sin darse cuenta, dejaron huérfana a una cría. Cuando regresaron al campamento, su pequeña hija, Wiskachita, suplicó que le perdonaran la vida a la cría, pero la comunidad dependía de su carne y piel. Sin embargo, en la noche, Warawara y Phaxsi esquilaron la cría y tejieron un gorro con su lana, el mismo que ofrecieron al día siguiente a un bebé del grupo que lo necesitaba. Así, convencieron a la comunidad de cuidar a la cría para que pudieran seguir beneficiándose de su lana. En ese momento, la vicuñita se convirtió en miembro de la comunidad y la primera de una manada que crecería para abastecer a la comunidad de lana para la vida en los Andes. 
El libro se presenta en tres idiomas (aymara, español e inglés), con traducción al aymara de Dilma Velásquez Llano (Puno) e ilustraciones de Sandro Edwin Alania Pari (Ilave). El diseño es de Rafael Valdez E.I.R.L. (Lima). El WyoScholar de la Universidad de Wyoming aloja copias digitales (pdf) disponibles gratuitamente en https://doi.org/10.15786/wyoscholar/10062 y proporciona información para obtener copias impresas.

## Ver también
```
   • 
Jiskairumoko

   • 
Qillqatani

   • 
Soro Mik'aya Patjxa
```